# Corvus pumilis
Il corvo di Porto Rico (Corvus pumilis Wetmore, 1920) è un uccello passeriforme estinto della famiglia Corvidae.

## Etimologia
Il nome scientifico della specie, pumilis, deriva dal latino e significa "pigmeo", in riferimento alle dimensioni contenute di questi uccelli.

## Descrizione
Gli unici resti finora rinvenuti ascrivibili a questa specie sono rappresentati da ulne allo stato subfossile: misurando 68 mm di lunghezza, traslando tale caratteristica alle dimensioni totali dell'animale in vita esso avrebbe dovuto avere dimensioni medie leggermente superiori al corvo delle palme (che presenta ulna di 62 mm) e lievemente inferiori al corvo collobianco (76-78 mm), col quale viveva in simpatria.
Considerando la grande conservatività in termini di aspetto fra i corvi, molto verosimilmente il corvo di Porto Rico doveva avere un becco conico lungo e robusto, lunghe ali digitate, zampe forti e allungate ed un piumaggio completamente o in massima parte di colore nero.

## Biologia
Sebbene manchino indizi di qualsiasi tipo riguardo alle abitudini di vita di questi uccelli, si ha motivo di supporre che essi vivessero da soli, in coppie o al più in piccoli gruppi, che fossero diurni e che fossero onnivori ed opportunisti.

## Distribuzione e habitat
I resti ascrivibili a questa specie sono stati finora rinvenuti (come del resto intuibile dal nome comune) nelle caverne carsiche di Porto Rico, oltre che sull'isola di Saint Croix, nelle Isole Vergini Americane: si pensa che questi uccelli preferissero gli ambienti di pianura, allo scopo di evitare la competizione con l'un tempo simpatrico corvo collobianco.

## Estinzione
Essendo i resti del corvo di Porto Rico stati rinvenuti in lagerstätte antecedenti la scoperta dell'America, la specie si estinse prima della colonizzazione europea delle Americhe, per cause ancora ignote, ma forse legate all'alterazione dell'habitat da parte delle civiltà precolombiane.